# 卡拉泽杜 (布拉干萨)
卡拉泽杜是葡萄牙布拉干萨区的一个堂区。总面积31.3平方公里，总人口146人，人口密度4.7人/平方公里。